# Nettoyage ethnique de Doboj
Le nettoyage ethnique de Doboj fait référence aux crimes de guerre, y compris les meurtres, la destruction gratuite, le nettoyage ethnique et les persécutions commis contre les Bosniaques et les Croates dans la région de Doboj par l'armée populaire yougoslave et les unités paramilitaires serbes de mai à septembre 1992 pendant la guerre de Bosnie. Le Tribunal pénal international pour l'ex-Yougoslavie (TPIY) l'a qualifié de crime contre l'humanité et a condamné cinq responsables serbes.
Sur plus de 40 000 Bosniaques recensés dans la municipalité, il n'en restait qu'environ 1 000 après la guerre. 
Selon le Centre de recherche et de documentation de Sarjevo (IDC), 2 323 personnes ont été tuées ou ont disparu dans la municipalité de Doboj pendant la guerre. Parmi eux se trouvaient 322 civils bosniaques et 86 civils croates.

## Prise de Doboj en 1992
Doboj était stratégiquement important pendant la guerre de Bosnie. Avant la guerre, en 1991, la population de la municipalité était de 40,14 % bosniaque (41 164), 38,83 % serbe (39 820), 12,93 % croate (13 264), 5,62 % yougoslave (5 765) et les autres 2,48 % (2 536). La ville et les villages environnants ont été saisis par les forces serbes en mai 1992, le Parti démocratique serbe prenant la direction de la ville. Ce qui a suivi a été un désarmement et des arrestations massives de tous les civils non serbes (à savoir les Bosniaques et les Croates). 
Le pillage généralisé et la destruction systématique des maisons et des biens des non-serbes ont commencé quotidiennement avec les mosquées de la ville rasées. Un grand nombre de non-serbes qui n’ont pas été immédiatement tués ont été détenus dans divers endroits de la ville, soumis à des conditions inhumaines, notamment des passages à tabac, des viols, des tortures et des travaux forcés pénibles. Une école de Grapska et l'usine utilisée par l'entreprise Bosanka qui produisait des confitures et des jus de fruits à Doboj ont été utilisées comme camp de viol. Quatre types de soldats différents étaient présents dans les camps de viol, dont la milice serbe locale, l'armée yougoslave (JNA), les « Martićevci » (forces de police de la RSK basées à Knin, dirigées par Milan Martić) et les membres des « Aigles blancs » groupe paramilitaire.
Il a été documenté dans le cadre des enquêtes de l'ONU sur Doboj, l'incarcération de femmes bosniaques et croates dans un ancien complexe de logements du stade olympique a été le site des viols en masse. Plusieurs milliers de femmes d'origine non serbe ont été systématiquement violées et maltraitées. Des bus de Belgrade et des environs ont amené des hommes au complexe dans le but de violer systématiquement ces femmes. Le versement d'argent pour cette cruauté faisait partie du processus de financement par les divers groupes paramilitaires serbes opérant dans la région. Il était bien connu que ces groupes paramilitaires étaient une extension de la JNA. De nombreuses femmes sont mortes au camp de Doboj en raison de mauvais traitements.

## Affaires juridiques

### Condamnations du TPIY
Dans ses verdicts, le Tribunal pénal international pour l'ex-Yougoslavie (TPIY) a déclaré que les forces serbes avaient été reconnues coupables de persécution des Bosniaques (par la torture, des traitements cruels, des actes inhumains, des détentions illégales, l'établissement et la perpétuation de conditions de vie inhumaines, l'appropriation ou le pillage de biens pendant et après les attaques contre des parties non serbes de la ville, l'imposition et le maintien de mesures restrictives et discriminatoires ), le meurtre, le transfert forcé, la déportation et la torture en tant que crime contre l'humanité dans la région de Doboj.
Radovan Karadžić a été reconnu coupable de crimes contre l'humanité et de crimes de guerre dans toute la Bosnie, y compris Doboj. Il a été condamné à la prison à vie.
Biljana Plavšić et Momčilo Krajišnik, agissant individuellement ou de concert avec d'autres, ont planifié, incité, ordonné, commis ou autrement aidé et encouragé la planification, la préparation ou l'exécution de la destruction, en tout ou en partie, du ressortissant bosniaque et croate de Bosnie, groupes ethniques, raciaux ou religieux, en tant que tels, dans plusieurs municipalités, dont Doboj. Plavšić a été condamné à 11 ans et Krajišnik à 20 ans de prison,,.
Stojan Župljanin, un ancien commandant de la police qui avait le contrôle opérationnel des forces de police responsables des camps de détention, et Mićo Stanišić, l'ancien ministre de l'intérieur de la Republika Srpska, ont tous deux été condamnés à 22 ans de prison chacun,.
« La chambre de première instance a été convaincue au-delà de tout doute raisonnable que Stanišić et Župljanin avaient tous deux participé à une entreprise criminelle commune (ECC) dans le but d'éliminer définitivement les non-Serbes du territoire d'un État serbe prévu. »
En 2011, Jovica Stanišić et Franko Simatović ont été jugés, entre autres pour crimes de guerre à Doboj,.   

### Autre
Le 26 septembre 1997, Nikola Jorgić a été reconnu coupable par le Tribunal régional supérieur de Düsseldorf, en Allemagne, de 11 chefs de génocide impliquant le meurtre de 30 personnes dans la région de Doboj, ce qui en fait la première poursuite en Bosnie pour génocide. L'appel de Jorgić a été rejeté par le Bundesgerichtshof allemand (Cour suprême fédérale) le 30 avril 1999. L'Oberlandesgericht a conclu que Jorgić, un Serbe de Bosnie, avait été le chef d'un groupe paramilitaire dans la région de Doboj qui avait pris part à des actes de terreur contre la population bosniaque locale menés avec le soutien des dirigeants serbes et entendait contribuer à leur politique de nettoyage ethnique,,.

## Voir également
- Nettoyage ethnique dans la guerre de Bosnie-Herzégovine
- Nettoyage ethnique de Prijedor
- Liste des poursuites pour génocide en Bosnie-Herzégovine